# Боркув-Старий
Боркув-Старий (пол. Borków Stary) — село в Польщі, у гміні Желязкув Каліського повіту Великопольського воєводства.
Населення — 346 осіб (2011).
У 1975-1998 роках село належало до Каліського воєводства.

## Демографія
Демографічна структура станом на 31 березня 2011 року:
|          | Загалом | Допрацездатний вік | Працездатний вік | Постпрацездатний вік |
| -------- | ------- | ------------------ | ---------------- | -------------------- |
| Чоловіки | 180     | 44                 | 124              | 12                   |
| Жінки    | 166     | 33                 | 100              | 33                   |
| Разом    | 346     | 77                 | 224              | 45                   |